# Seinura filicaudatus
Seinura filicaudatus är en rundmaskart. Seinura filicaudatus ingår i släktet Seinura och familjen Aphelenchidae. Inga underarter finns listade i Catalogue of Life.